# Amphioplus sepultus
Amphioplus sepultus is een slangster uit de familie Amphiuridae.
De wetenschappelijke naam van de soort werd in 1995 gepubliceerd door Gordon Hendler.